# Rock Band Unplugged
Rock Band Unplugged este un joc de muzică din seria Rock Band lansat pentru PlayStation Portable. Jocul a fost dezvoltat de Backbone Entertainment în colaborare cu Harmonix Music Systems și este distribuit de MTV Games și Electronic Arts. Mecanica de joc constă în alegerea instrumentelor (chitară, chitară bas, baterie și voce) cu ajutorul triggerelor și apăsarea butoanelor la momentul potrivit.

## Muzica
Cântecele incluse în acest joc sunt:
| Titlu                                   | Artist                      | Deceniu | Gen         | Durată |
| --------------------------------------- | --------------------------- | ------- | ----------- | ------ |
| "3's & 7's"                             | Queens of the Stone Age     | 2000    | Alternativ  | 03:34  |
| "ABC"                                   | The Jackson 5               | 1970    | Pop/Rock    | 02:55  |
| "Ace of Spades '08"                     | Motörhead                   | 1980    | Metal       | 02:49  |
| "Alive"                                 | Pearl Jam                   | 1990    | Grunge      | 05:40  |
| "Aqualung"                              | Jethro Tull                 | 1970s   | Progresiv   | 06:34  |
| "Buddy Holly"                           | Weezer                      | 1990    | Alternativ  | 02:40  |
| "Carry On Wayward Son"                  | Kansas                      | 1970    | Progresiv   | 05:26  |
| "Chop Suey!"                            | System of a Down            | 2000    | Nu-Metal    | 03:30  |
| "Come Out and Play (Keep Em Separated)" | The Offspring               | 1990    | Punk        | 03:17  |
| "De-Luxe"                               | Lush                        | 1990    | Alternativ  | 03:29  |
| "Drain You"                             | Nirvana                     | 1990    | Grunge      | 03:43  |
| "Everlong"                              | Foo Fighters                | 1990    | Alternativ  | 04:50  |
| "Float On"                              | Modest Mouse                | 2000    | Indie Rock  | 03:28  |
| "Gasoline"                              | Audioslave                  | 2000    | Rock        | 04:39  |
| "Holiday in Cambodia"                   | Dead Kennedys               | 1980    | Punk        | 04:38  |
| "I Was Wrong"                           | Social Distortion           | 1990    | Punk        | 03:58  |
| "The Killing Jar"                       | Siouxsie and the Banshees   | 1980    | Pop/Rock    | 04:04  |
| "Kryptonite"                            | 3 Doors Down                | 1990    | Rock        | 03:56  |
| "Laid To Rest"                          | Lamb of God                 | 2000    | Metal       | 03:50  |
| "Less Talk More Rokk"                   | Freezepop                   | 2000    | Pop/Rock    | 04:59  |
| "Livin' on a Prayer"                    | Bon Jovi                    | 1980    | Rock        | 04:12  |
| "Message in a Bottle"                   | The Police                  | 1980    | Rock        | 04:50  |
| "The Middle"                            | Jimmy Eat World             | 2000    | Pop/Rock    | 02:46  |
| "Miss Murder"                           | AFI                         | 2000s   | Alternativ  | 03:26  |
| "More than a Feeling"                   | Boston                      | 1970    | Rock Clasic | 04:45  |
| "Move Along"                            | All-American Rejects        | 2000    | Emo         | 04:00  |
| "Mr. Brightside"                        | The Killers                 | 2000    | Alternativ  | 03:42  |
| "My Own Worst Enemy"                    | Lit                         | 1990    | Pop/Rock    | 02:49  |
| "Our Truth"                             | Lacuna Coil                 | 2000    | Metal       | 03:47  |
| "Painkiller"                            | Judas Priest                | 1990    | Metal       | 06:06  |
| "The Perfect Drug"                      | Nine Inch Nails             | 1990    | Rock        | 05:15  |
| "Pinball Wizard"                        | The Who                     | 1960s   | Rock clasic | 03:01  |
| "Rock Your Socks"                       | Tenacious D                 | 2000s   | Rock        | 03:33  |
| "Show Me the Way"                       | Black Tide                  | 2000    | Metal       | 03:59  |
| "Spoonman"                              | Soundgarden                 | 1990    | Grunge      | 04:06  |
| "Today"                                 | The Smashing Pumpkins       | 1990    | Alternativ  | 03:19  |
| "The Trees" (Vault Edition)             | Rush                        | 1970    | Progresiv   | 04:54  |
| "What's My Age Again?"                  | Blink-182                   | 1990    | Punk        | 02:28  |
| "Where'd You Go?"                       | The Mighty Mighty Bosstones | 1990    | Alternativ  | 03:27  |
| "White Wedding, Part 1"                 | Billy Idol                  | 1980    | Rock        | 03:30  |
| "Would?"                                | Alice in Chains             | 1990s   | Grunge      | 03:27  |

Cântecele incluse în Rock formație Unplugged Starter Pack sunt:
| Titlu                  | Artist        | Deceniu | Gen        |
| ---------------------- | ------------- | ------- | ---------- |
| "Everlong"             | Foo Fighters  | 1990    | Alternativ |
| "ABC"                  | The Jackson 5 | 1970    | Pop/Rock   |
| "Buddy Holly"          | Weezer        | 1990    | Alternativ |
| "Ace of Spades '08"    | Motörhead     | 1980    | Metal      |
| "What's My Age Again?" | Blink-182     | 1990    | Punk       |

### Cântece descărcabile
| Titlu                              | Artist                     | Deceniu | Gen           | Data lansării       |
| ---------------------------------- | -------------------------- | ------- | ------------- | ------------------- |
| "Crushcrushcrush"                  | Paramore                   | 2000    | Pop/Rock      | iunie 4, 2009       |
| "Between Angels and Insects"       | Papa Roach                 | 2000    | Nu-Metal      | iunie 4, 2009       |
| "Gimme Three Steps"                | Lynyrd Skynyrd             | 1970    | Southern Rock | iunie 4, 2009       |
| "Hysteria"                         | Muse                       | 2000    | Alternativ    | iunie 4, 2009       |
| "Inside the Fire"                  | Disturbed                  | 2000    | Nu-Metal      | iunie 4, 2009       |
| "Just a Girl"                      | No Doubt                   | 1990    | Pop/Rock      | iunie 4, 2009       |
| "The Kill"                         | Thirty Seconds to Mars     | 2000    | Pop/Rock      | iunie 4, 2009       |
| "Typical"                          | Mutemath                   | 2000    | Alternativ    | iunie 4, 2009       |
| "Under the Bridge"                 | Red Hot Chili Peppers      | 1990    | Alternativ    | iunie 4, 2009       |
| "Wonderwall"                       | Oasis                      | 1990    | Rock          | iunie 4, 2009       |
| "Constant Motion"                  | Dream Theater              | 2000    | Progresiv     | iunie 11, 2009      |
| "Sex Type Thing"                   | Stone Temple Pilots        | 1990    | Alternativ    | iunie 11, 2009      |
| "Afterlife"                        | Avenged Sevenfold          | 2000    | Metal         | iunie 25, 2009      |
| "Dr. Feelgood"                     | Mötley Crüe                | 1980    | Metal         | iunie 25, 2009      |
| "Sin Wagon"                        | Dixie Chicks               | 1990    | Country       | iulie 2, 2009       |
| "Losing My Religion"               | R.E.M.                     | 1990    | Alternativ    | iulie 2, 2009       |
| "Still Alive"                      | GLaDOS și Jonathan Coulton | 2000    | Pop/Rock      | iulie 9, 2009       |
| "Here Comes Your Man"              | The Pixies                 | 1980    | Alternativ    | iulie 9, 2009       |
| "Pride and Joy"                    | Stevie Ray Vaughan         | 1980    | Blues         | iulie 9, 2009       |
| "My Curse"                         | Killswitch Engage          | 2000    | Metal         | iulie 16, 2009      |
| "My Iron Lung"                     | Radiohead                  | 1990    | Alternativ    | iulie 16, 2009      |
| "Casey Jones"                      | Grateful Dead              | 1970    | Rock Clasic   | iulie 23, 2009      |
| "The Boys Are Back In Town (Live)" | Thin Lizzy                 | 1970    | Rock Clasic   | iulie 23, 2009      |
| "Funk #49"                         | James Gang                 | 1970    | Rock Clasic   | iulie 30, 2009      |
| "Smooth Criminal"                  | Alien Ant Farm             | 2000    | Rock          | iulie 30, 2009      |
| "Had a Dad"                        | Jane's Addiction           | 1980    | Alternativ    | august 6, 2009      |
| "Renegade"                         | Styx                       | 1970    | Rock Clasic   | august 6, 2009      |
| "The Number of the Beast"          | Iron Maiden                | 1980    | Metal         | august 13, 2009     |
| "The Trooper"                      | Iron Maiden                | 1980    | Metal         | august 13, 2009     |
| "Heartbreaker"                     | Pat Benatar                | 1970    | Rock Clasic   | august 20, 2009     |
| "A Favor House Atlantic"           | Coheed and Cambria         | 2000    | Progresiv     | august 20, 2009     |
| "She's Not There"                  | The Zombies                | 1960    | Pop-Rock      | august 27, 2009     |
| "Black Sunshine"                   | White Zombie               | 1990    | Metal         | august 27, 2009     |
| "Lucid Dreams"                     | Franz Ferdinand            | 2000    | Alternativ    | septembrie 3, 2009  |
| "Riad N' the Bedouins"             | Guns N' Roses              | 2000    | Rock          | septembrie 3, 2009  |
| "I Stand Alone"                    | Godsmack                   | 2000    | Nu-Metal      | septembrie 10, 2009 |
| "Love Spreads"                     | The Stone Roses            | 1990    | Alternativ    | septembrie 10, 2009 |
| "Bring Me to Life"                 | Evanescence                | 2000    | Nu-Metal      | septembrie 17, 2009 |
| "Back from the Dead"               | Spinal Tap                 | 2000    | Rock          | septembrie 17, 2009 |
| "Wake Up Dead"                     | Megadeth                   | 1980    | Metal         | septembrie 24, 2009 |
| "Flathead"                         | The Fratellis              | 2000    | Alternativ    | septembrie 24, 2009 |
| "Monkey Wrench"                    | Foo Fighters               | 1990    | Alternativ    | octombrie 1, 2009   |
| "Lonely as You"                    | Foo Fighters               | 2000    | Alternativ    | octombrie 1, 2009   |
| "Know Your Enemy"                  | Green Day                  | 2000    | Rock          | octombrie 8, 2009   |
| "Red Barchetta"                    | Rush                       | 1980    | Progresiv     | octombrie 8, 2009   |
| "Jeremy"                           | Pearl Jam                  | 1990    | Grunge        | octombrie 15, 2009  |
| "Headknocker"                      | Foreigner                  | 1970    | Rock Clasic   | octombrie 15, 2009  |
| "The Rock Show"                    | Blink-182                  | 2000    | Punk          | octombrie 22, 2009  |
| "All I Want"                       | The Offspring              | 1990    | Punk          | octombrie 22, 2009  |
| "Kool Thing"                       | Sonic Youth                | 1990    | Alternativ    | octombrie 29, 2009  |
| "My Old School"                    | Steely Dan                 | 1970    | Rock Clasic   | octombrie 29, 2009  |
| "Waking the Demon"                 | Bullet for My Valentine    | 2000    | Rock          | noiembrie 5, 2009   |
| "Toxicity"                         | System of a Down           | 2000    | Nu-Metal      | noiembrie 5, 2009   |
| "Excuse Me Mr."                    | No Doubt                   | 1990    | Pop Rock      | noiembrie 12, 2009  |
| "I'm Shipping Up to Boston"        | Dropkick Murphys           | 2000    | Punk          | noiembrie 12, 2009  |
| "California Über Alles"            | Dead Kennedys              | 1980    | Punk          | noiembrie 19, 2009  |
| "You're No Rock N' Roll Fun"       | Sleater-Kinney             | 2000    | Indie Rock    | noiembrie 19, 2009  |